# بيت الأشول (النادرة)

تعديل مصدري - تعديل

بيت الاشول محلة تابعة لقرية الصيرة، التابعة لعزلة العارضة بمديرية النادرة إحدى مديريات محافظة إب في الجمهورية اليمنية، بلغ تعداد سكانها 80 حسب تعداد اليمن لعام 2004.